# Synagogue de Siedlce (1859-1939)

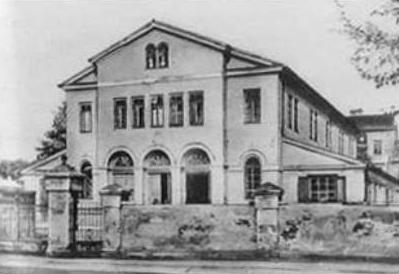
La synagogue de Siedlce

La synagogue de Siedlce, située rue Warszawska (aujourd'hui rue Józefa Pilsudskiego) a été construite en 1859 et détruite par les Allemands en 1939.
Siedlce est une ville de l'est de la Pologne située à environ 100 km à l'est de Varsovie. De 1815 à 1831, Siedlce fait partie du Royaume du Congrès sous tutelle russe, puis sous domination russe jusqu'en 1868 et incorporée à l'Empire russe à cette date. Après la Première Guerre mondiale, elle intègre la république polonaise nouvellement créée. La ville compte actuellement un peu plus de 75 000 habitants.  

## Histoire de la communauté juive

### La communauté juive jusqu'en 1949
Jusqu'à la Seconde Guerre mondiale, Siedlce, comme de nombreuses villes de Pologne possédait une population juive significative. À certaines époques, ils étaient même majoritaires.
La présence des Juifs à Siedlce est attestée à partir du milieu du XVIe siècle par la présence de marchands, artisans et aubergistes juifs. Un hôpital juif existe dans la ville dès le début du XVIIIe siècle. En 1794, un Beth Midrash (maison d'étude) est ouvert et en 1798 le cimetière juif est agrandi, témoignant de l'accroissement de la communauté. Siedlce est alors sous domination autrichienne conformément au troisième partage de la Pologne en 1795. En 1815 formellement (en 1813 de facto), la ville passe sous contrôle russe et va le rester plus d'un siècle. Jusqu'en 1819, la communauté juive de Varsovie, située 90 km à l'ouest est officiellement soumise à l'autorité des rabbins de Siedlce.
La politique russe discriminatoire à l'égard des Juifs leur interdit pendant la majorité du XIXe siècle, de s'installer en dehors de la Zone de Résidence. Pendant cette période, la population de Siedlce augmente régulièrement et les Juifs vont représenter la majorité de la population de la ville: 3 727 Juifs soit 71,5% de la population en 1839; 4 359 soit 65 % en 1841; 5 153 soit 67,5 % en 1858 et 8 156 soit 64 % en 1878. Par la suite, le pourcentage de Juifs va décroitre à la suite d'une migration non juive. En 1897, selon un recensement russe, la population totale de la ville est de 23 700 habitants, dont 11 400 Juifs, ce qui représente environ 48 %. 
Lors du premier recensement polonais après la Première Guerre mondiale, en 1921, 14 685 Juifs habitent à Siedlce, et ce nombre va peu varier pendant la période entre les deux guerres. À la veille de la Seconde Guerre mondiale, en 1939, la population juive de la ville est estimée à environ 15 000 personnes.
À la fin du XIXe siècle et au début du XXe, les Juifs, comme dans toute l'Europe de l'Est et centrale, sont de plus en plus impliqués dans des activités politiques, sociales et culturelle séculaires. En 1900, le Bund (Union générale des travailleurs juifs) ainsi que les mouvements sionistes commencent leurs activités dans la ville. De nombreux Juifs sont adhérents au Parti socialiste polonais. Un lycée juif est fondé pendant la Première Guerre mondiale et entre 1911 et 1939, paraissent deux hebdomadaires en yiddish. 
Dans les dernières décennies de l'Empire tsariste, de nombreux activistes, Polonais et Juifs, de Siedlce prennent part à la révolution polonaise de 1905. Après une série d'attaques contre des Russes dans toute la Pologne lors du mercredi sanglant (Krwawa środa) le 15 août 1906, les autorités russes organisent en représailles un pogrom à Siedlce du 8 au 10 septembre 1906,,, pendant lequel 26 Juifs sont assassinés. 
À la suite de la Première Guerre mondiale, la ville est impliquée dans la guerre soviéto-polonaise, occupée en 1920 par l'Armée rouge et reprise en 1922 par l'armée polonaise.

### Seconde Guerre mondiale
Pour un article plus général, voir Shoah en Pologne.
En 1939, les Juifs représentent environ 37% de la population de la ville. Les Allemands transfèrent à Siedlce plus de mille Juifs en provenance d'autres régions de la Pologne, principalement de Łódź, Kalisz et Pabianice. En mars 1941, avant que n'ait été décidée la Solution finale visant à l'extermination de tous les Juifs, des bataillons de l'Ordnungspolizei (Orpo ou police de l'ordre) font un carnage à Siedlce pendant trois jours, tuant un grand nombre de ses habitants juifs. En août de la même année, les Juifs sont parqués dans le nouveau ghetto de Siedlce, constitué de plusieurs petits blocs d'immeubles sur une douzaine de rues piétonnières dans le centre de la ville. Le 1er octobre 1941, le ghetto est complètement coupé du monde extérieur. En août 1942, quelque 10 000 Juifs de Siedlce sont déportés à Treblinka et assassinés en même temps qu'un nombre similaire de Juifs en provenance de trois ghettos de transit proches : de Łosice, où étaient enfermés les Juifs locaux ainsi que les familles de Huszlew, d'Olszanka et de Świniarów; de Sarnaki,  avec les Juifs de Górki, de Stara Kornica et de Łysów; et le troisième ghetto de transit avec les Juifs de Mordy, de Krzesk-Królowa Niwa, de Przesmyki, de Stok Ruski et de Tarków. 
Les Juifs restants de la ville, entassés dans le petit ghetto, sont envoyés à la mort le 25 novembre 1942,.
La communauté juive de Siedlce ne s'est pas reformée après la défaite des nazis. Les quelques survivants ont émigré en Israël et ont fondé une association qui en 1956 a publié un livre mémorial complet retraçant l'histoire de la communauté. En 1971, Y. Kravitz, un des survivants, publie ses mémoires en hébreu sous le titre : La vie en enfer, cinq ans sous la domination nazie dans la ville de Siedlce.

## La nouvelle synagogue de Siedlce
La nouvelle synagogue est construite sur le site de l'ancienne synagogue en bois, détruite par le feu en 1851. La construction de la nouvelle synagogue en briques et maçonnerie débute en 1856 et va durer trois ans jusqu'en 1859. Mais en 1870, un autre incendie détruit le toit et l'Arche Sainte. Sa remise en état ne s'achève qu'en 1876. On ignore le nom de son architecte.  
Elle est bâtie sur un plan rectangulaire sur quatre niveaux, avec deux larges fenêtres de la forme des Tables de la Loi sous le toit des façades côté Est et Ouest. L'entrée de la synagogue s'effectue par un grand vestibule, avec au fond à droite l'entrée d'une petite pièce connue sous le nom de salle de prière des tailleurs et à gauche, la section pour les femmes située de chaque côté de la salle réservée aux hommes, sur le côté Nord et le côté Sud, ainsi qu'au troisième étage. À droite et à gauche du vestibule, des escaliers mènent à la galerie au premier étage.    
Dans la salle principale, des bancs permettent d'accueillir jusqu'à 800 fidèles. Au centre, se trouve la Bimah, et adossée au mur Est du bâtiment l'Arche Sainte, réalisée par J. Cwibak et fils, est décorée d'instruments de musique en cuivre martelé. Sur la première marche des escaliers menant à l'Arche se trouvent deux lions sculptés dans du bois et tenant chacun une ampoule électrique dans leur mâchoire grande ouverte. De chaque côté de l'Arche des scènes de la Bible sont peintes sur les murs.   
Juste à côté de la synagogue se trouve le Beth Midrash (maison d'études), ainsi que la maison du Chevra Mishnayot (groupe d'étude de la Mishna). Ces bâtiments sont reliés entre eux pour faire un seul complexe. 
La synagogue est ouverte tous les jours et pas seulement le chabbat et les jours de fête. Elle est fréquentée non seulement par les habitants juifs de Siedlce, mais aussi par les marchands et visiteurs de passage. Les offices durent parfois jusqu'à tard dans la nuit.  
Après le déclenchement de la Seconde Guerre mondiale, les réfugiés de la partie ouest de la Pologne, et plus particulièrement des villes de Kalisz et de Włocławek trouvent refuge entre ses murs. 

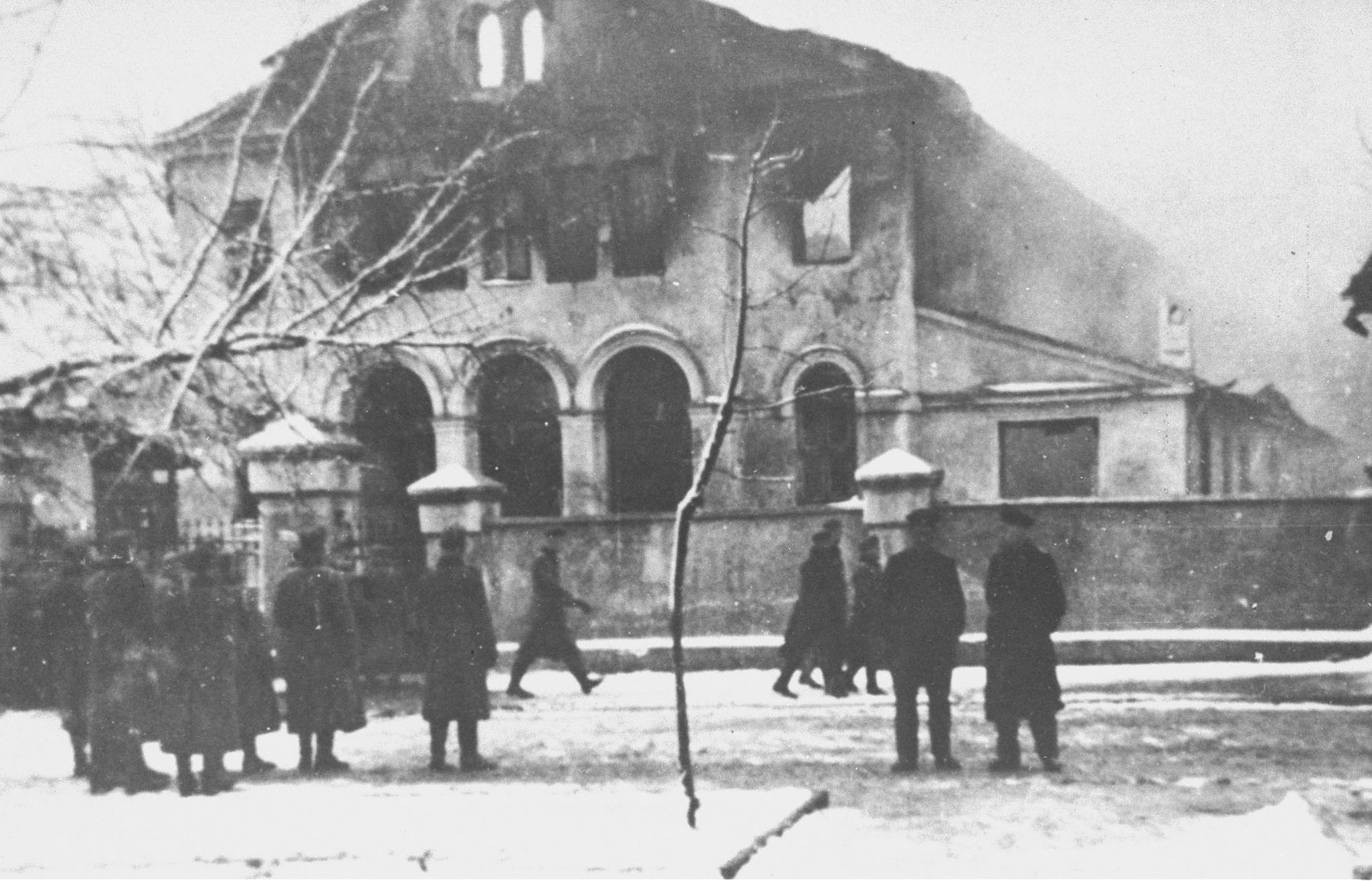
La synagogue détruite en 1939

Environ deux mois après l'entrée de la Wehrmacht dans la ville, la synagogue est incendiée par les soldats allemands dans la nuit du 24 décembre 1939 (ou le 25 décembre). Le bâtiment est encerclé par les soldats pour s'assurer que personne ne vient éteindre le feu ou sauver les livres saints et autres objets liturgiques. L'incendie de la synagogue est transformé en un spectacle par les Allemands qui organisent une fête près du monument de Józef Piłsudski. L'incendie fait une victime : Pincze Stacha, qui se précipite dans la synagogue pour sauver les rouleaux de Torah, et périt dans les flammes, car les Allemands l'enferment dans le bâtiment. Le lendemain, seuls restent le squelette de la synagogue et des gravats qui bloquent l'entrée du vieux cimetière juif. 
Après la destruction de la synagogue et des autres bâtiments communautaires, les Allemands forcent les responsables de la communauté à signer un document certifiant que les bâtiments ont été détruits par un feu causé par des facteurs inconnus. Ils imposent aux Juifs à démolir les murs encore debout, et utilisent les briques pour leurs besoins. Actuellement, sur le lieu de la synagogue détruite s'élèvent les bâtiments de la banque BGZ (Bank Gospodarki Żywnościowej) et de l'ancien Bureau provincial.     
Avant la Seconde Guerre mondiale, en plus de la synagogue, existaient à Siedlce de nombreuses salles de prière, souvent dédiées à une profession, comme les bouchers, les cordonniers, etc. qui servaient en même temps de salle de réunion et formaient un contrepoids aux guildes polonaises. 